# Pseudachorutes subcrassus
Pseudachorutes subcrassus is een springstaartensoort uit de familie van de Neanuridae. De wetenschappelijke naam van de soort is voor het eerst geldig gepubliceerd in 1871 door Tullberg.